# Araeoscelis
Araeoscelis Williston, 1910 è un rettile estinto, appartenente agli Araeoscelidia. Visse nel Permiano inferiore (tra Sakmariano e Kunguriano, circa 290,1 - 272,5 milioni di anni fa) e i suoi resti fossili sono stati ritrovati in Nordamerica (Texas).

## Descrizione
Questo animale, dalle dimensioni simili a quelle di un piccolo varano (lunghezza circa 60 centimetri) dà il nome al gruppo degli areoscelidi, ovvero i primi rappresentanti dei rettili diapsidi, lontani parenti di lucertole, serpenti, coccodrilli e dinosauri. L'areoscelide, in ogni caso, non rappresenta il vero antenato di tutti questi animali in quanto, nonostante possieda caratteristiche primitive, era già molto specializzato. Le due finestre che si aprivano su ogni lato del cranio, tipiche dei diapsidi, erano infatti strutturate in modo particolare, e rappresentano un'ulteriore evoluzione rispetto al suo antico parente Petrolacosaurus. Una delle due finestre è difatti chiusa da una superficie ossea, probabilmente un adattamento che rendeva più solido l'insieme del cranio in modo che l'animale potesse mordere con maggior forza le superfici coriacee.
Anche i denti avevano subìto un'evoluzione rispetto a Petrolacosaurus: essi non erano più sottili e acuminati, ma massicci, smussati e troncoconici. Questi denti servivano probabilmente a triturare i duri gusci degli insetti, che già abbondavano nel Permiano inferiore. Il collo lungo, la testa piccola e le zampe da corridore facevano dell'areoscelide un cacciatore di insetti a suo modo formidabile. Di questo animale si conoscono due specie molto simili fra loro: A. gracilis e A. casei, entrambe del Permiano inferiore del Texas.